# Olavi Laurila
Olavi „Ollu“ Jaakko Laurila (* 29. Dezember 1940 in Vaasa) ist ein finnischer Bogenschütze.
Laurila nahm an den Olympischen Spielen 1972 in München teil und beendete den Wettkampf im Bogenschießen auf Rang 20. Sein Heimatverein war Vaasan Jousiampujat.
Bei den Europameisterschaften 1972 konnte er mit dem finnischen Team den zweiten Platz erreichen.